# Cittadella di Casale Monferrato
La Cittadella di Casale Monferrato è una fortificazione permanente del XVII secolo. Per più di due secoli la Cittadella fu teatro di memorabili assedi, da quello ricordato dal Manzoni nei Promessi Sposi e che servì anche alla trama dell'Isola del giorno prima, di Umberto Eco, all'ultimo ad opera degli Austriaci, durante le guerre di Indipendenza.

## Storia
(Guido Amoretti.)
Prima della costruzione della cittadella, Casale era una località di media popolazione (settemila/ottomila abitanti circa alla metà del '500), che non aveva una particolare struttura atta a resistere ad aggressioni militari. La costruzione delle fortificazioni fu portata a termine nel 1595; il progetto portava la firma di Germanico Savorgnan, appartenente ad una dinastia di architetti militari friulani, chiamato alla corte di Vincenzo I Gonzaga, appena succeduto al padre Guglielmo, che nel 1589 inizia per conto del duca di Mantova e Monferrato la costruzione della poderosa cittadella casalese, esempio unico in Europa in quanto non esistevano fortezze simili negli Stati dei duchi di Savoia e neppure nelle Fiandre, per creare una barriera contro l'Impero austriaco. 
Nel periodo 1628-1630 la piazzaforte di Casale Monferrato, nel contesto della Guerra di Successione, subì due importanti assedi, entrambi senza effetto, da parte dell'esercito spagnolo. Il primo (1628) fu compiuto dall'Invincibile Armata spagnola comandata da Don Gonzalo Fernández de Córdoba dotato di forze assolutamente insufficienti per l'impresa contro la Cittadella difesa dal canavesano Marchese di Rivara. L'assedio del 1630 vide ancora l'Armata spagnola, questa volta guidata dal marchese genovese Ambrogio Spinola, con circa ventimila uomini sotto le mura casalesi, ancora senza successo. Con il Trattato di Cherasco del 6 aprile 1631 la piazzaforte di Casale rimase, come gran parte del Monferrato, ai Gonzaga-Nevers e quindi ancora sotto il diretto controllo francese. 
Nel XVII secolo la piazzaforte di Casale fu oggetto di altri due importanti assedi da parte delle Armate spagnole. Il duca di Mantova, Ferdinando Carlo, dopo essere entrato in lotta con gli Spagnoli, intraprese trattative segrete con il re di Francia Luigi XIV per la cessione del controllo di Casale e della sua Cittadella, cessione che doveva tuttavia figurare come frutto d'un'azione di forza. In base all'accordo, Luigi XIV decise un finto assedio di Casale e, il 30 dicembre 1681, la guarnigione del generale francese Nicolas Catinat assunse il comando del presidio casalese. II 25 giugno 1695 prese l'avvio l'assedio di Casale già da mesi posta sotto il blocco dell'Armata degli alleati sabaudi ed imperiali; la guarnigione francese di stanza nella piazzaforte, dopo una resistenza del tutto formale di poco più di dodici giorni, si arrese il 9 luglio 1695. Due giorni dopo furono sottoscritte le capitolazioni della piazza – che ne prevedevano lo smantellamento – da parte di Vittorio Amedeo II, del marchese di Leganés e del marchese di Crenan. In seguito a tali fatti, la cittadella secentesca venne demolita, e sui suoi resti venne creata un'amplissima piazza d'armi. 
Tra il 1850 ed il 1859, nell'area della fortificazione dei Gonzaga, sotto il Regno di Sardegna si procedette ad ulteriori demolizioni e rinforzi delle fondamenta del preesistente manufatto al fine di realizzare una corona fortificata con i bastioni di San Carlo, San Giorgio e Santa Barbara. Venne quindi costruito un campo trincerato, che caratterizzava le linee difensive che il generale Alfonso La Marmora organizzò da Torino al Lombardo-Veneto in occasione delle Guerre di Indipendenza.
Dopo l'Unità d'Italia fu avviata la sua quasi totale demolizione perché la piazzaforte era diventata inutile dal punto di vista militare. 
Durante la fine della Seconda guerra mondiale il sito fu teatro della fucilazione della Brigata partigiana denominata Banda Tom.
Alla fine del confiltto, l'area venne attribuita al Ministero della Difesa. Con l'abbandono dei militari, negli anni novanta, la Cittadella fu lasciata al degrado fino agli inizi del 2000, quando fu oggetto di recupero grazie ad un progetto del Comune denominato Operazione Cittadella 2003.

## Descrizione
Di forma esagonale, con un raggio di 420 metri, ha una superficie complessiva di mq 106.000 oltre 5 magazzini per totali mq 1.700. L'area, acquisita dal Demanio dopo lunghi anni di abbandono, è stata riqualificata grazie a fondi ottenuti con un bando regionale, e aperta al pubblico negli anni ‘90. All'interno delle mura sono presenti fabbricati d'epoca (il più pregiato è la polveriera) e il Parco della Cittadella, una vasta area verde boschiva presente all'interno della fortificazione.